# Gandak
Gandak (Stora Gandak, Salgrami) är en flod i Nepal och Indien och biflod till Ganges. Den bildas av sju källfloder (Sapt Gandaki), av vilka den västligaste upprinner vid Dhaulagiri, den östligaste i Tibet knappt 20 km från övre Brahmaputra. Den kallas Narayani i södra Nepal och Gandak i Indien. Den är också känd under namnet Krishna Gandaki och Kali Gandaki i Nepal. Gandaki kännetecknas av sina raviner, som är de djupaste i världen.
Längd 650 km. Gandaks bädd ligger högre än den omgivande slätten. I sitt nedre lopp utsänder Gandak åt höger en arm, som förenar sig med Ganges strax ovanför huvudströmmen, och åt vänster en arm till Bur Gandak.
Lilla Gandak eller Bur Gandak var fordom en utgrening från Stora Gandak nära Bettiah, nu en självständig flod, vars källflod är Harha från Nepals terai. I Bihar får den namnet Bur Gandak ("Gamla Gandak"), därefter Tjota Gandak ("Lilla Gandak"), strömmar mot sydöst genom Bengalen och förenar sig med Ganges vid Gogri, 10 km nordöst om Monghyr. 380 km lång.

## Beskrivning
Gandaki har sina källor på gränsen till Tibet på en höjd av 6 268 meter vid Nhubine Himal-glaciären som huvudsakligen ligger i Mustangregionen i Nepal.
Dess källflöde kallas Chhuama Khola och byter namn i närheten av Lo Manthang till Nhichung Khola och Choro Khola. Gandaki flyter härifrån mot sydväst och har då namnet Mustang Khola på gamla kartor. Vid Chele rinner delar av floden genom en klipptunnel. Floden breddar sig sedan och kallas I fortsättningen Gandaki på alla kartor.
Vid Kagbeni ansluter bifloden Johng Khola (även kallad Kak Khola och Krishnaa).
Därefter flyter Gandaki söderut genom en brant ravin som kallas Kali Gandaki-ravinen eller Andha Galchi, mellan Dhaulagiri (8 167 m. ö. h.) och Annapurna I (8 091 m. ö. h.). När raviner mäts flodytan och till högsta punkten på vardera sidan om ravinen, är Gandaki-ravinen den djupaste ravinen i världen. Sju kilometer nedströms Tukuche) är Gandaki på en höjd av 2 520 m. ö. h. vilket är 5 571 meter lägre än Annapurnas topp.
Söder om ravinen tillkommer bifloderna Rahughat Khola vid Galeshwor, Myagdi Khola vid Beni, Modi Khola i närheten av  Kushma och Badigaad vid Rudrabeni. Floden får härifrån en östlig riktning längs norra sidan av Mahabharat Range, också kallad Mindre Himalaya. Längre österut bryter Gandaki igenom bergskedjan och förenar sig med bifloden Trishuli vid Devighat och vid Chitwans nationalpark med Rāptī Nadī.
Från Devighat rinner Gandaki sydväst om Gaindakot och riktar sig sedan tillbaka mot sydost när den passerar gränsen till Indien och där byter namn till Gandak. Nedanför Gaindakot kallas floden också Narayani och Sapt Gandaki .

## Bildgalleri

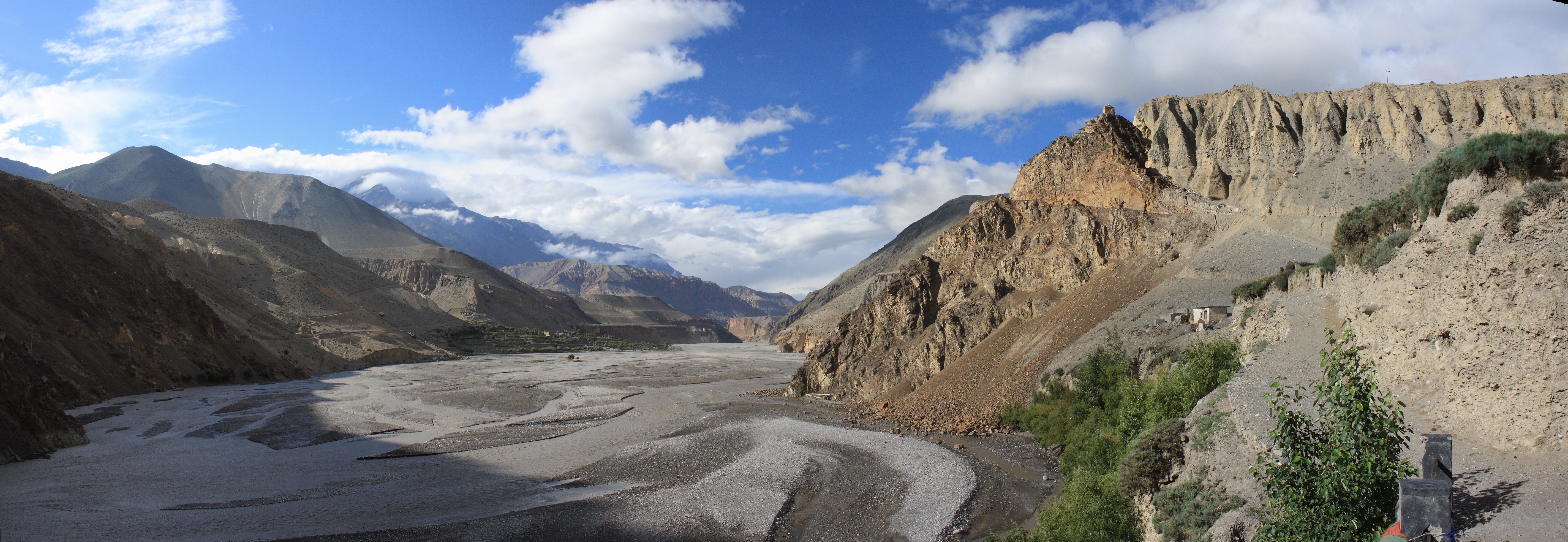
I  Nepal passerar floden på kort sträcka igenom många klimatzoner.
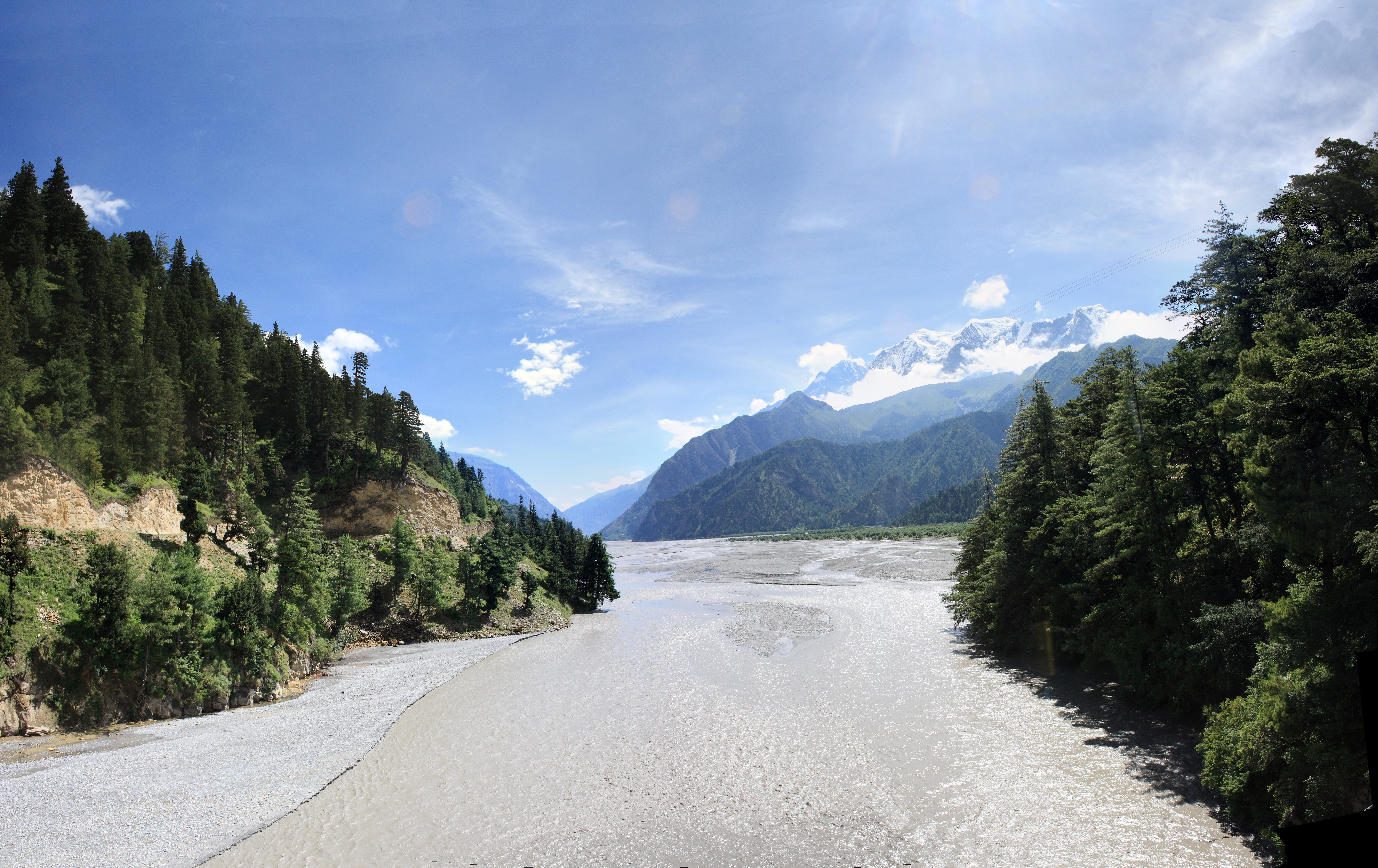
25 kilometer nedströms från där förra bilden är tagen, passerar Gandaki tallskogar.
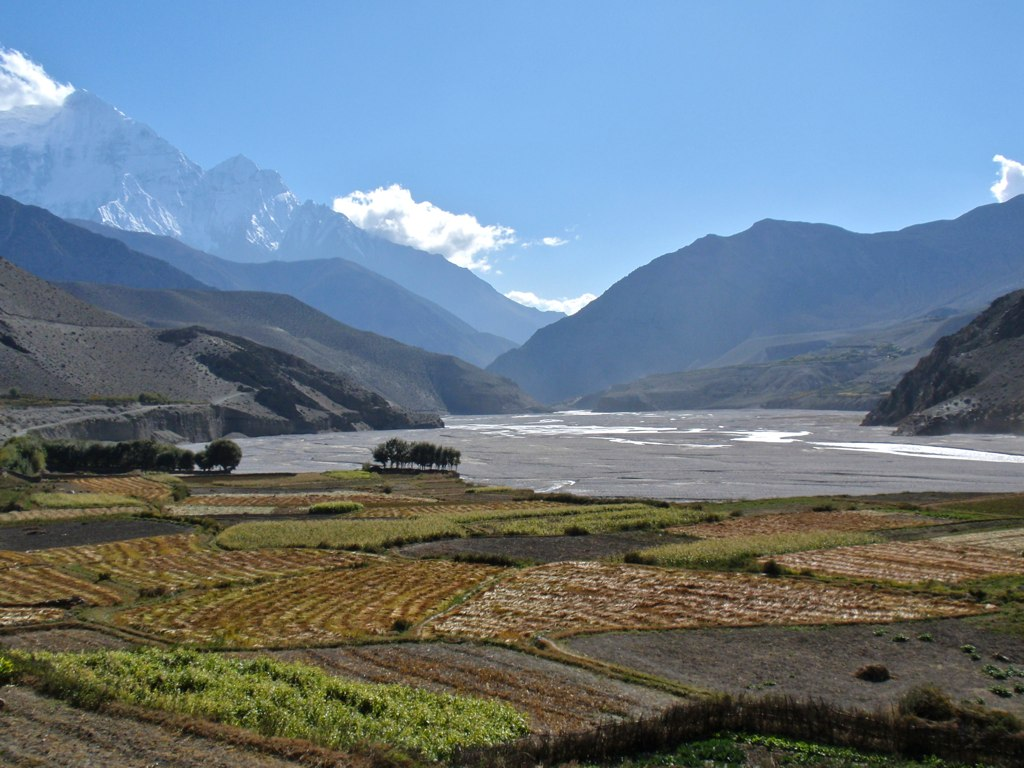
Kagbeni, i  Nepal, strax innan floden passerar gränsen till Indien.
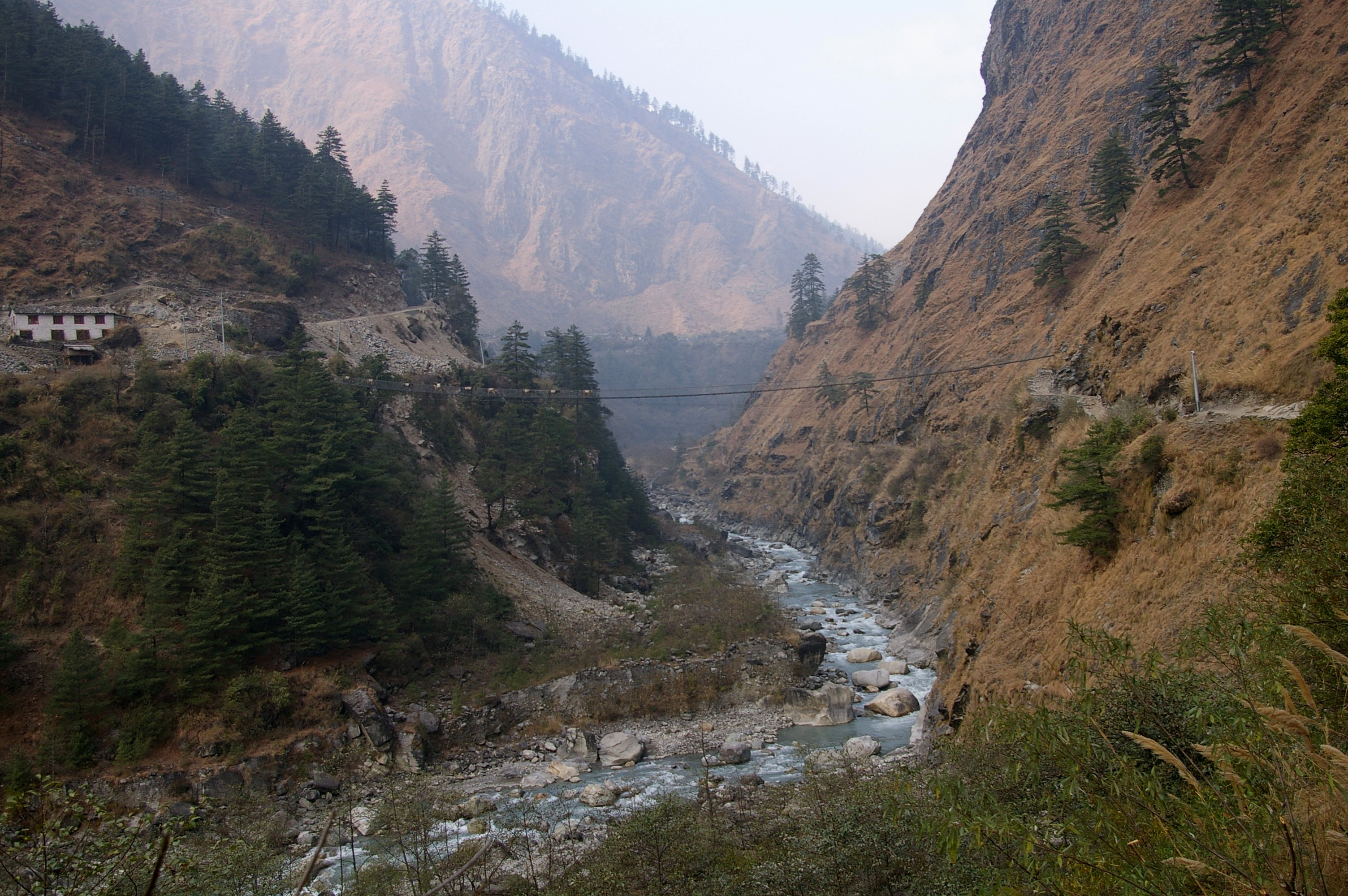
Kali Gandaki vid Ghasa, mellan Annapurna och Dhaulagiri.